# Żebrówka
Żebrówka – wieś w Polsce położona w województwie mazowieckim, w powiecie mińskim, w gminie Kałuszyn.
Wierni Kościoła rzymskokatolickiego należą do parafii Trójcy Świętej w Wiśniewie, a wierni Kościoła Starokatolickiego Mariawitów należą do parafii Trójcy Przenajświętszej w Wiśniewie.
W latach 1975–1998 miejscowość administracyjnie należała do województwa siedleckiego.